# Cutter (Arizona)
Pour les articles homonymes, voir Cutter.
Cutter est une census-designated place du comté de Gila, dans l'État de l'Arizona, aux États-Unis. En 2020, elle compte une population de 84 habitants.